# Holland Antillák
A Holland Antillák (hollandul: Nederlandse Antillen, papiamentóul Antianan Hulandes), régebbi nevén Holland Nyugat-India, a Holland Királyság tengeren túli területe volt. Két szigetcsoportból állt. Az egyiket Bonaire és Curaçao alkotta, és Venezuela partjainál fekszik, a másik a Szélcsendes-szigetekhez tartozik, Saba, Sint Eustatius és Sint Maarten szigetek alkották. A szigetek gazdaságának fő pillérei a kőolaj és a turizmus.
A terület ebben a formában 2010. október 10-én felbomlott. Curaçao és Sint Maarten a Holland Királyság két új társult állama lett. Bonaire, Saba és Sint Eustatius szigetei Hollandia közvetlen részeivé váltak, különleges önkormányzatként (bijzondere gemeente), hasonló önkormányzati felépítéssel, mint az anyaországban.

## Földrajz

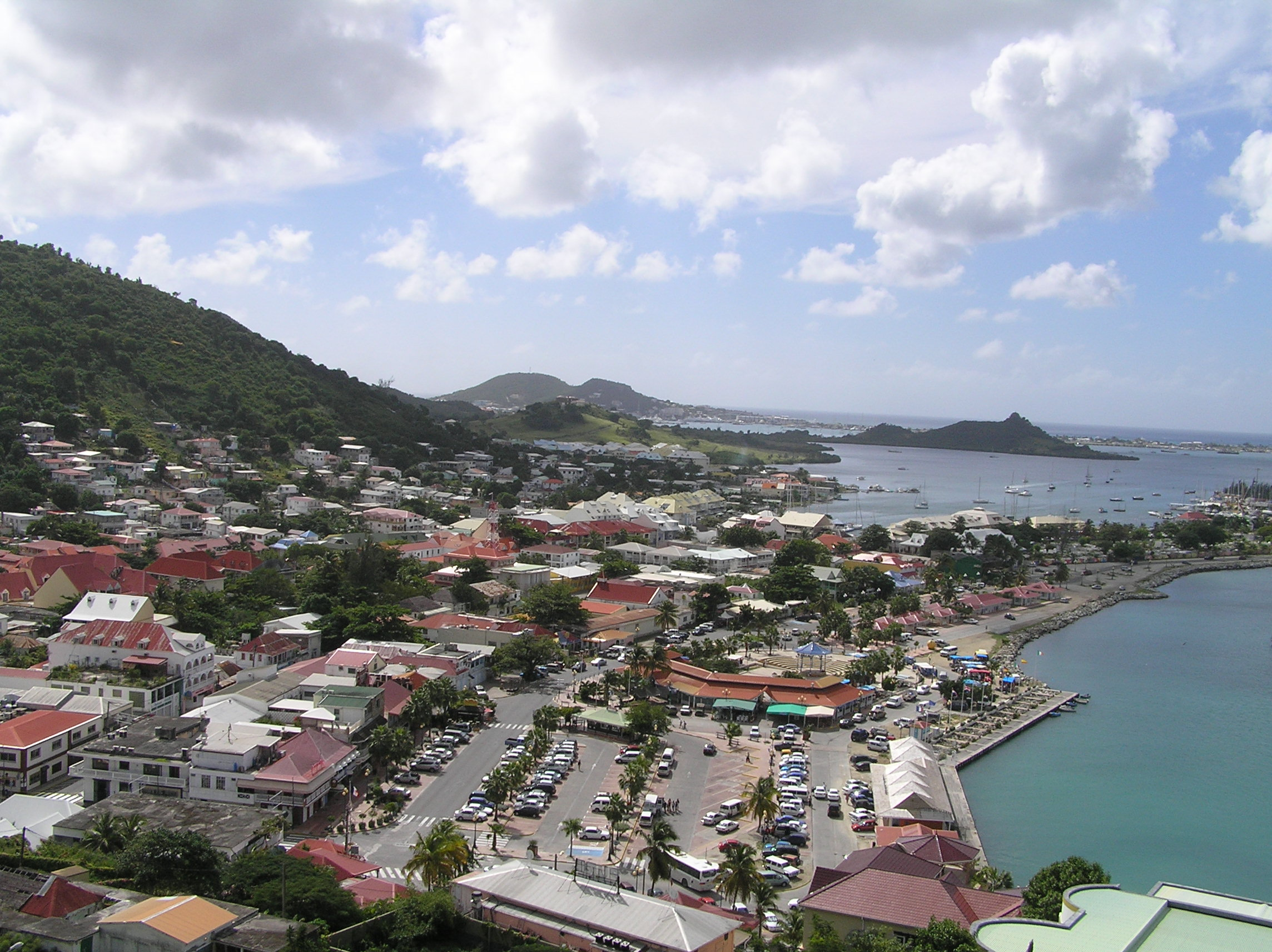
Marigot, a Szent Márton-sziget egy része

A Holland Antillák két szigetcsoportból állt:
- a Szélcsendes-szigetek (Benedenwindse Eilanden) közel Venezuelához:
  - Bonaire és Klein Bonaire („Kis Bonaire”),
  - Curaçao és Klein Curaçao („Kis Curaçao”).
- a Szél felőli szigetek (Bovenwindse Eilanden) Puerto Ricótól és a Virgin-szigetektől keletre:
  - Saba,
  - Sint Eustatius,
  - Sint Maarten, a Szent Márton-sziget déli része (a sziget északi része Saint-Martin néven Franciaországhoz tartozik, mint annak tengeren túli közössége, a déli része Hollandiához tartozik).

Legmagasabb pontja: Mount Scenery 862 m Sabán.
Régen a Holland Antillákhoz tartozott Aruba is, de 1986-ban kivált, és önálló entitásként maradt a Holland Királyság tagja.

## Történelem
Bonaire-t Amerigo Vespucci fedezte fel 1499-ben. Curaçao szigetét ugyanabban az évben Alonso de Ojeda spanyol hajós találta meg. Sint Maarten szigetét Kolumbusz Kristóf fedezte fel 1493-ban, Szent Márton napján. Sint Eustatius szigetét, vagy helyi nevén Statiat, szintén Kolumbusz fedezte fel ugyanazon útja során, de az első holland telepesek csak 1636-ban érkeztek ide.
Hollandia a 17. század közepén hódította meg a szigeteket, de a holland gyarmatosítás abban különbözött az angoltól, franciától és spanyoltól, hogy az kereskedelmi jellegű volt. A Holland Nyugat-indiai Kereskedelmi Társaságot 1621-ben hozták létre, és két évvel később már 800 hajójuk volt.
Az eredetileg hat szigetből álló Holland Antillák 1954-ben részleges, majd teljes önkormányzatot kapott, minden szigetnek a lakosság által választott helyi kormányzata van.
1986. január elsején a szigetcsoportból kivált Aruba szigete.
A Holland Antillák egyesített közigazgatási egység státusza 2010. október 10-től megváltozott és az 5 sziget új alkotmányos státust kapott a Holland királyságon belül. Bonaire, Sint Eustatius és Saba beleegyezett, hogy holland községekké váljanak Karibi Hollandia néven, míg Curaçao és Sint Maarten holland fele önálló országok lesznek a Holland Királyságban.

### A felbomlás
2008. december 15-én véget értek a tárgyalások az Antillák körül. Ennek eredményeképpen 2010 októberében felbomlott a terület.
Curaçao és Sint Maarten a Holland Királyság két új társult állama lett.
Bonaire, Saba és Sint Eustatius szigetei Hollandia közvetlen részeivé válnak, különleges önkormányzatként (bijzondere gemeente), hasonló önkormányzati felépítéssel, mint az anyaországban. A három sziget közös elnevezése Karibi Hollandia (Caribisch Nederland). Indíthatnak majd jelölteket a holland és az európai parlamenti választásokon. Képviselőt küldhetnek a holland parlamentbe, és szigetenként egy-egy minisztert a holland kormányzatba. Nem válnak EU-s állampolgárrá, de bizonyos jogokat gyakorolhatnak mint holland állampolgárok.

## Népesség

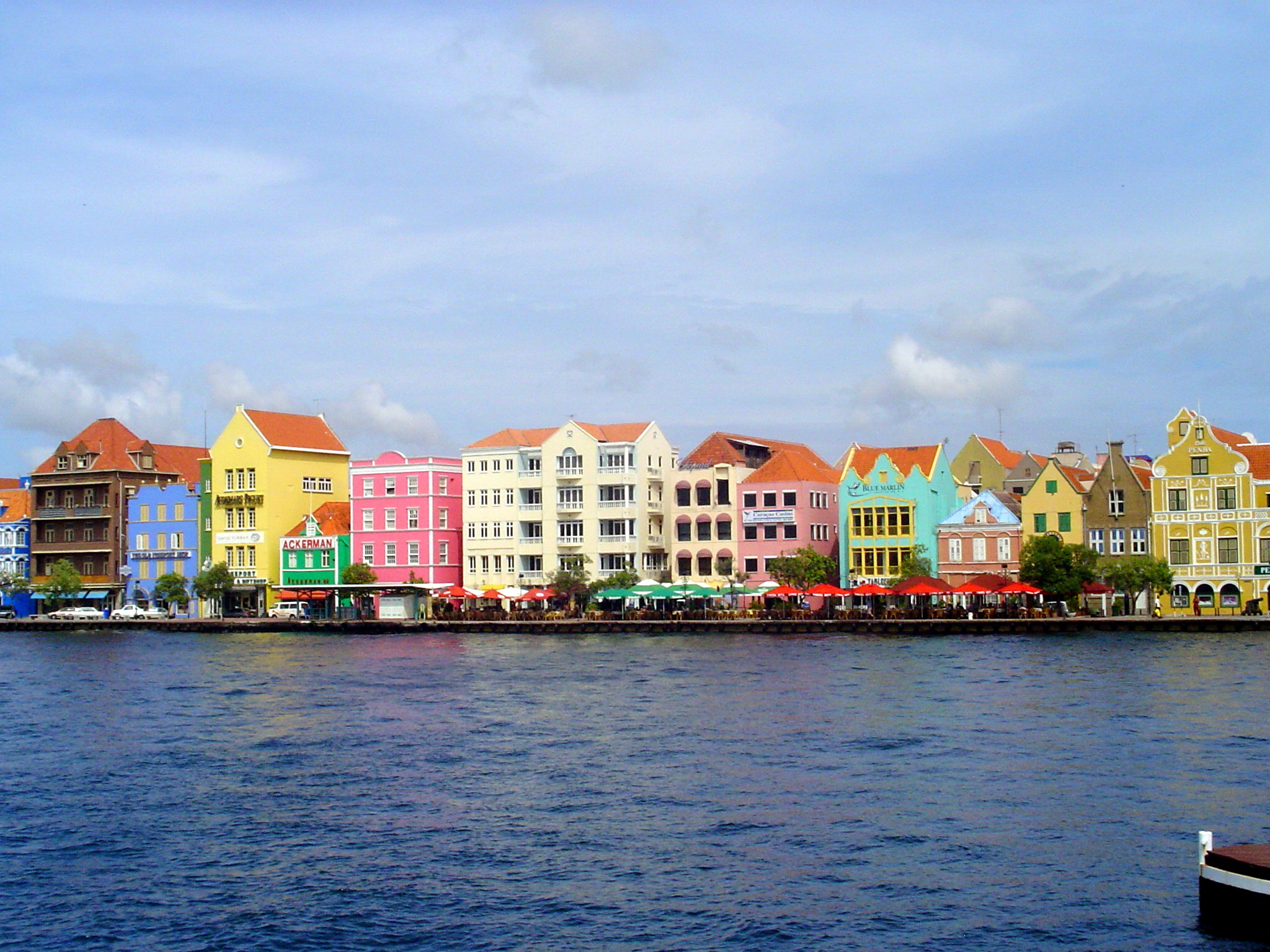
Willemstad, a főváros hagyományos épületei

A szigetek lakossága 2009. január 1-jén 199 929 fő volt.
A szigetek lakossága:
- Curaçao 152 849 fő (2023)[6] +/-
- Sint Maarten 43 847 fő (2020)[7] +/-
- Bonaire 24 090 fő (2023. jan. 1.)[8] +/-
- Sint Eustatius 3293 fő (2023. jan. 1.)[8] +/-
- Saba 2035 fő (2023. jan. 1.)[8] +/-

### Nyelv
Évtizedek óta tartó vita után a holland és az angol mellett a papiamentu is hivatalos nyelvvé vált 2007. március elején.

### Etnikumok
A népesség 40%-a mulatt. A mulattok az afrikaiak és az európaiak keveredéséből jöttek létre, leginkább a feketékre hasonlítanak, bár bőrszínük kissé világosabb. Fekete (afrikai származású) mintegy 20%, ők az afrikai rabszolgák leszármazottai. Szintén 20%-a a lakosságnak fehér (európai), a holland gyarmatosítók leszármazottai. Ezenkívül mintegy 20% ázsiai (indiai) bevándorló él még itt.

### Vallások
A lakosság többsége a keresztény hit híve, Sint Eustatius és Sint Maarten szigetén protestáns a többség, Bonaire, Curaçao és Saba szigeteken pedig római katolikus. Egyéb jelentősebb vallások a hindu és a muszlim.

## Államszervezet és közigazgatás
A Holland Királyság autonóm területe volt, 1954-től felbomlásáig a belügyekben teljes önállósággal. A holland kormány a védelemért és a külügyekért felel.
Az utolsó államfő Beatrix holland királynő (1980. április 30. óta) volt, akit a 6 évre kinevezett főkormányzó képviselt (2002. július 1. - 2010. október 10 között: Frits Goedgedrag). Az utolsó kormányfő Emily de Jong-Elhage (2006. március 26-tól) volt. A kormányt a helyi törvényhozás, a Staten választotta meg.

## Gazdaság
A 20. században finomították és exportálták a Venezuelából behozott kőolajat.
A szigetcsoport az idegenforgalmáról volt ismert. 1990-es évektől a felbomlásig a világ meghatározó offshore pénzügyi központja volt. Külkereskedelmének harmada az Egyesült Államokhoz kötötte.

## Közlekedés

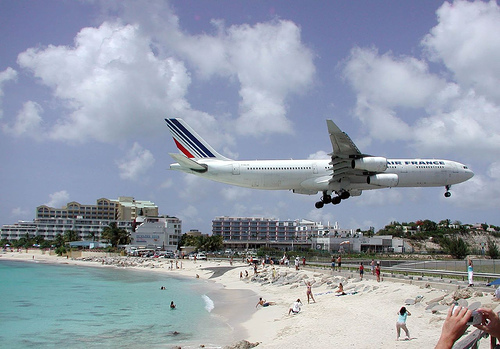
Az Air France egy Airbus A340-es gépe landol a Princess Juliana repülőtéren Sint Maartenen

- Közutak hossza: 600 km
- Repülőterek száma: 5
- Kikötők száma: 3

## Telekommunikáció
| Hívójel prefix | PJ |
| ITU zóna       | 11 |
| CQ zóna        | 8  |

## Turizmus
Kötelező volt az oltás, ha fertőzött országból érkezik/országon át utazott valaki:
- Sárgaláz

## Sport
Az 1988-as szöuli olimpián Jan Boersma megszerezte a Holland Antillák egyetlen érmét. Vitorlázásban ért el második helyezést.

## Lásd még
- Karibi Hollandia

## Külső hivatkozások
- Hivatalos honlap (holland)